# 半育鳞毛蕨
半育鳞毛蕨（学名：Dryopteris sublacera），为鳞毛蕨科鳞毛蕨属下的一个植物种。